# Corticeira Amorim
Pour l’article homonyme, voir Amorim.
 (janvier 2024).
La mise en forme du texte ne suit pas les recommandations de Wikipédia : il faut le « wikifier ».
Les points d'amélioration suivants sont les cas les plus fréquents. Le détail des points à revoir est peut-être précisé sur la page de discussion.
- Les titres sont pré-formatés par le logiciel. Ils ne sont ni en capitales, ni en gras.
- Le texte ne doit pas être écrit en capitales (les noms de famille non plus), ni en gras, ni en italique, ni en « petit »…
- Le gras n'est utilisé que pour surligner le titre de l'article dans l'introduction, une seule fois.
- L'italique est rarement utilisé : mots en langue étrangère, titres d'œuvres, noms de bateaux, etc.
- Les citations ne sont pas en italique mais en corps de texte normal. Elles sont entourées par des guillemets français : « et ».
- Les listes à puces sont à éviter, des paragraphes rédigés étant largement préférés. Les tableaux sont à réserver à la présentation de données structurées (résultats, etc.).
- Les appels de note de bas de page (petits chiffres en exposant, introduits par l'outil «  Source ») sont à placer entre la fin de phrase et le point final[comme ça].
- Les liens internes (vers d'autres articles de Wikipédia) sont à choisir avec parcimonie. Créez des liens vers des articles approfondissant le sujet. Les termes génériques sans rapport avec le sujet sont à éviter, ainsi que les répétitions de liens vers un même terme.
- Les liens externes sont à placer uniquement dans une section « Liens externes », à la fin de l'article. Ces liens sont à choisir avec parcimonie suivant les règles définies. Si un lien sert de source à l'article, son insertion dans le texte est à faire par les notes de bas de page.
- La présentation des références doit suivre les conventions bibliographiques. Il est recommandé d'utiliser les modèles {{Ouvrage}}, {{Chapitre}}, {{Article}}, {{Lien web}} et/ou {{Bibliographie}}. Le mode d'édition visuel peut mettre en forme automatiquement les références.
- Insérer une infobox (cadre d'informations à droite) n'est pas obligatoire pour parachever la mise en page.

Pour une aide détaillée, merci de consulter Aide:Wikification.
Si vous pensez que ces points ont été résolus, vous pouvez retirer ce bandeau et améliorer la mise en forme d'un autre article.
Corticeira Amorim SGPS, SA, est une sous-holding portugaise appartenant au groupe Amorim et prétend être le leader mondial de l'industrie du liège depuis plus de 130 ans, avec des opérations dans des centaines de pays à travers le monde. Corticeira Amorim est responsable de la gestion de 70 entreprises engagées dans la fabrication du liège, la recherche, le développement, la promotion et la vente de produits et de nouvelles solutions pour l'industrie du liège. António Rios de Amorim est le président - directeur général de la société.Organisée en cinq Business Units – Matières premières, Bouchons en liège, Revêtements de sols et de murs, Liège composite et Liège isolant – Corticeira Amorim vend une gamme de produits en grande partie à des industries telles que l'aéronautique, la construction et la viticulture ; le résultat de l'investissement réalisé en R&D. La société holding d'Amorim est cotée à la bourse Euronext de Lisbonne.

## Entreprise
Le capital  de la société est de 133 millions d'euros. En 2007, Corticeira Amorim a enregistré une croissance positive de 2,5% par rapport à 2006, réalisant un chiffre d'affaires de 453,8 millions d'euros. Amorim a réalisé de très bonnes performances en 2007, avec un résultat opérationnel passant de 20,1 millions d'euros à 23,2 millions d'euros[réf. nécessaire].   En 2016, le revenu de l’entreprise atteint les 641.4 millions € pour un nombre d’employée se stabilisant autour de 3600,.
Corticeira Amorim est le premier fabricant mondial de bouchons à vin en liège naturel, produisant plus de 3 milliards de bouchons par an.Environ 80 % des produits en liège sont produits dans la péninsule ibérique. En 2007, Corticeira Amorim employait au total 3 795 personnes. L'entreprise a mis en place un programme de formation pour ses employés et a suivi un total de 54 428 heures de formation (soit une moyenne de 14,3 heures par employé).

## Durabilité
Corticeira Amorim a publié son premier rapport de développement durable en 2007. C'était une première pour l'industrie du liège. Le rapport a été reconnu par le Corporate Register comme l'un des trois meilleurs rapports mondiaux sur le développement durable dans la catégorie ouverture et honnêteté[réf. nécessaire]. 

## Histoire
Les origines de Corticeira Amorim remontent à 1870, lorsqu'une usine fut créée pour produire des bouchons naturels pour la mise en bouteille du porto. Fondée en 1922, l'entreprise de fabrication de liège Amorim & Irmaos a été la première entreprise membre de l'actuelle  Corticeira Amorim, SA SGPS.
En mars 2001, António Rios de Amorim succède à son oncle Américo Amorim au poste de PDG de Corticeira Amorim.
La division de développement de nouvelles applications pour le liège et les produits en liège a été créée en 2004 dans le but de développer et de concevoir de nouvelles solutions en liège et de renforcer l'échange de connaissances entre les différents secteurs d'activité. Les investissements en recherche et développement ont encore augmenté en 2007, avec l'annonce de la création d'une nouvelle business unit transversale de soutien pour relever les défis de l'innovation. C'est Amorim Cork Research.
Corticeira Amorim a suspendu toutes ses exportations vers la Russie et a cessé ses investissements directs dans le pays après le début de la guerre en Ukraine.

## Voir également
- PSI-20
- Chêne-liège
- Finn-Korkki